# Крамарев, Анатолий Петрович
Анато́лий Петро́вич Кра́марев (1867 — после 1917) — ржевский уездный предводитель дворянства, член IV Государственной думы от Тверской губернии.

## Биография
Из потомственных дворян Тверской губернии. Землевладелец Ржевского уезда (1052 десятины), домовладелец города Ржева.
Окончил физико-математический факультет Московского университета (1893).
По окончании университета поступил на службу земским начальником Старицкого уезда, затем перешел на ту же должность в Ржевский уезд и состоял в ней по 1906 год. Избирался гласным Ржевского уездного (с 1900) и Тверского губернского (с 1903) земских собраний, Ржевским уездным предводителем дворянства (1906—1911) и председателем Ржевской уездной земской управы (1911—1913). Кроме того, состоял почетным мировым судьей и членом Ржевского уездного училищного совета. Дослужился до чина коллежского советника.
В 1912 году был избран членом Государственной думы от Тверской губернии. Входил во фракцию октябристов, после её раскола — в группу земцев-октябристов. Также входил в Прогрессивный блок. Состоял членом комиссий: земельной, об охоте, по исполнению государственной росписи доходов и расходов, о путях сообщения и сельскохозяйственной.
После Февральской революции участвовал в Государственном совещании в Москве.
Судьба после 1917 года неизвестна. Был женат, имел семерых детей.